# Bunuri de consum cu mișcare rapidă
Bunurile de consum cu mișcare rapidă (în engleză Fast Moving Consumer Goods) sunt bunurile de larg consum cel mai des achiziționate (mâncare, produse cosmetice și de igienă) care au o durată redusă de stocare. Ele sunt adesea desemnate prin acronimul FMCG. 